# Physothorax disciger
Physothorax disciger är en stekelart som beskrevs av Mayr 1885. Physothorax disciger ingår i släktet Physothorax och familjen gallglanssteklar. Inga underarter finns listade i Catalogue of Life.